# Casalnoceto
Casalnoceto és un municipi situat al territori de la província d'Alessandria, a la regió del Piemont, (Itàlia).
Limita amb els municipis de Castellar Guidobono, Godiasco, Pontecurone, Rivanazzano Terme, Viguzzolo, Volpedo i Volpeglino.

## Galeria fotogràfica

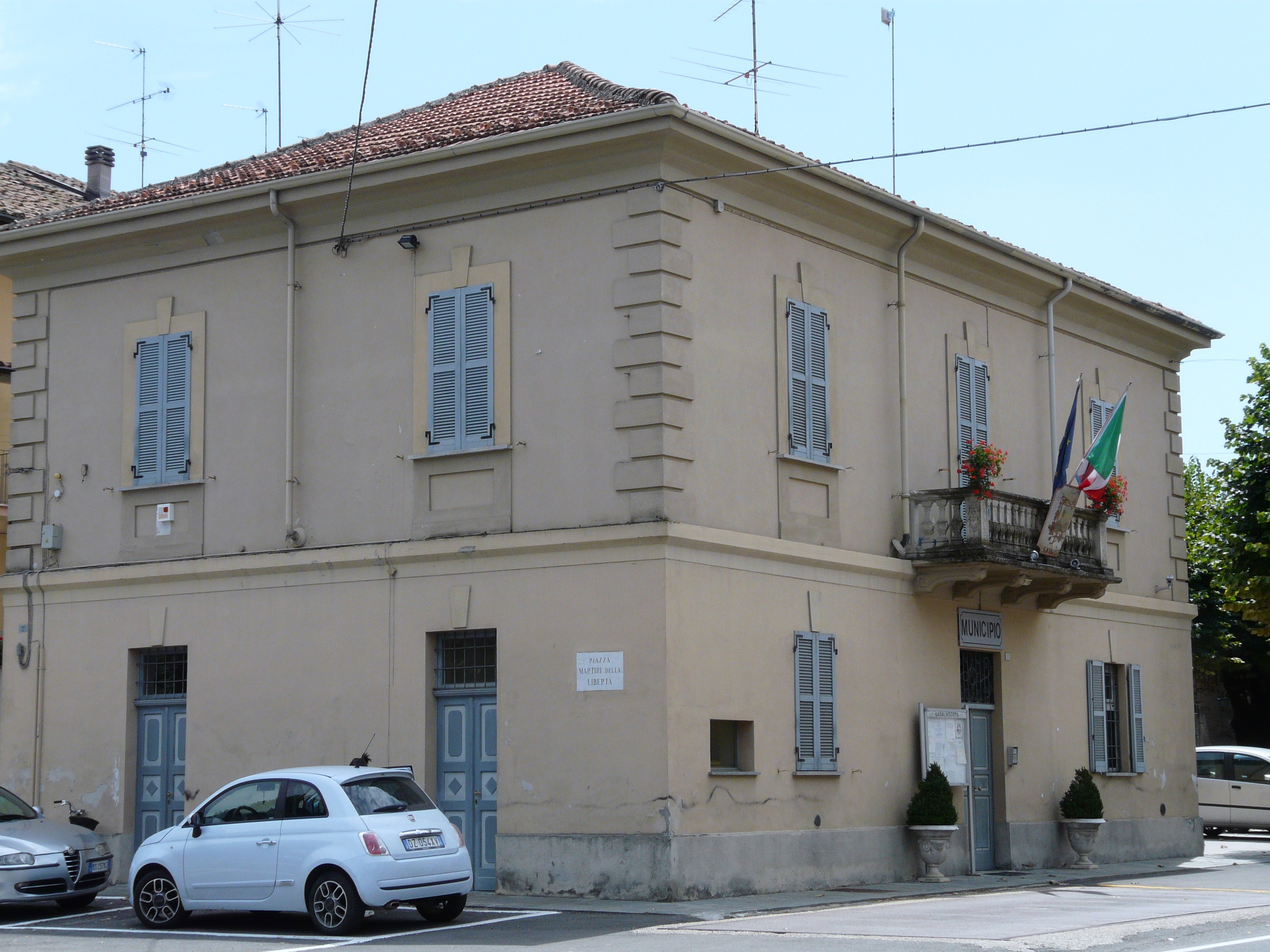
Ajuntament
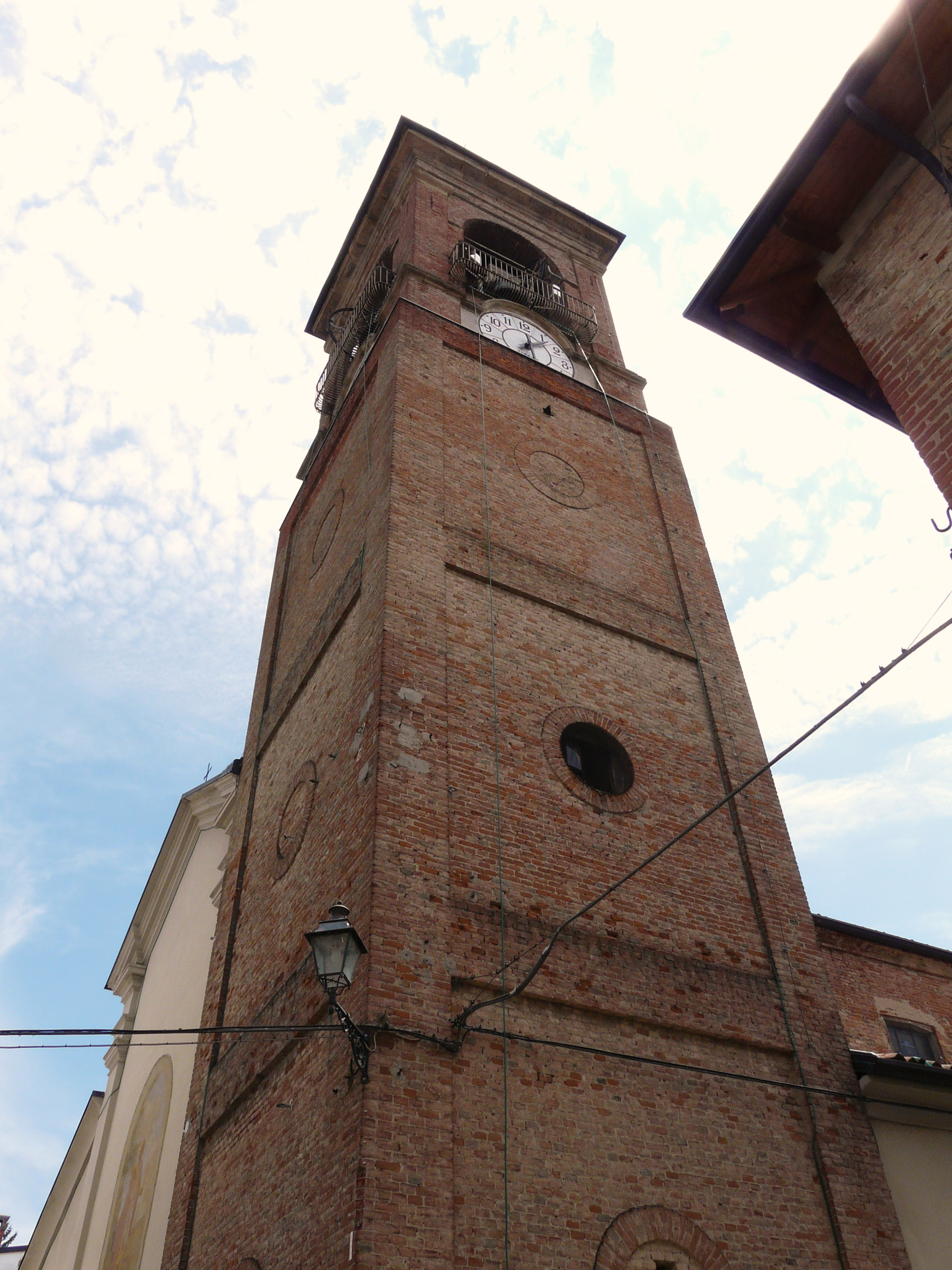
Església de S.Joan